# Girolamo Aleandro (il Giovane)
Girolamo Aleandro (Motta di Livenza, 29 luglio 1574 – Roma, 9 marzo 1629) è stato un letterato ed erudito italiano.

## Biografia
Girolamo Aleandro nacque a Motta di Livenza il 29 luglio 1574 da Scipione, secondogenito del cavaliere e conte palatino Vincenzo, e da Amaltea, figlia del poeta e medico Girolamo Amalteo di Oderzo e sorella di Attilio, vescovo di Atene. Pronipote per parte di padre del celebre cardinale omonimo, Aleandro studiò diritto a Padova con Guido Panciroli. Si guadagnò presto la fama di buon poeta latino e italiano, e, più tardi, di epistolografo latino. Nel 1600 fu chiamato dallo zio Attilio a Roma, dove fu per vent'anni segretario del cardinale Ottavio Bandini e in seguito del cardinale Francesco Barberini. Nel 1625 seguì in Francia il cardinale Barberini, legato «a latere» per la pace tra Spagna e Francia. Membro fondatore dell'Accademia degli Umoristi, dove prese il nome di Aggirato, fu in contatto con i maggiori eruditi europei del tempo (tra i quali Nicolas-Claude Fabri de Peiresc, Paolo Gualdo, Lorenzo Pignoria, Gian Vincenzo Pinelli e Antonio Querenghi). Fu grande amico di Cassiano dal Pozzo, al quale nel 1623 dedicò la raccolta di poesie Lagrime di penitenza. Partecipò attivamente alla polemica suscitata da Tommaso Stigliani contro L'Adone prendendo le difese di Marino. Aleandro è ricordato soprattutto come studioso di antichità greco-romane, ecclesiastiche e del Vicino Oriente e per le sue dissertazioni sulla filologia del diritto romano e la storia della religione, solo in parte edite.
Fra le sue opere letterarie si segnalano soprattutto le poesie latine, stampate a seguito di quelle dei tre Amaltei, Venezia 1627, e La difesa dell'Adone, uscita postuma a Venezia nel 1649.
Aleandro morì a Roma il 9 marzo 1629, a soli cinquantacinque anni. Agostino Mascardi, che gli era legato da viva amicizia, lo commemorò alla Sapienza, dove, la prima volta che tenne lezione dopo la sua morte, lesse un carme latino intitolato In Hieronymi Aleandri funere extemporalis, poi stampato con la sesta delle dissertazioni romane De affectibus (Parigi, Cramoisy, 1639, p. 71). Il 21 dicembre del 1631 Gasparo De Simeonibus pronunciò all'Accademia degli Umoristi un’orazione «in morte» del sodale.

## Opere (selezione)
- (LA) Girolamo Aleandro, Psalmi poenitentiales versibus elegiacis expressi, (parafrasi dei salmi penitenziali in distici elegiaci), Treviri, 1593.
- (LA) Girolamo Aleandro, Caii Institutionum fragmenta, & epitome cum Hieronymi Aleandri iunioris commentario, Venetiis, apud Franciscum Bolzetam Bibliopolam Patauinum, 1600.
- Girolamo Aleandro, Sopra l'impresa de gli accademici humoristi discorso di Girolamo Aleandro detto nella stessa Accademia l'Aggirato da lui in tre lezioni publicamente recitato, Roma, appresso Giacomo Mascardi, 1611. URL consultato il 4 giugno 2019.
- (LA) Girolamo Aleandro, Antiquae tabulae marmoreae solis effigie symbolisque exculptae accurata explicatio, Roma, Zannetti, 1616. (altre ediz., Lutetiae Paris. 1617, e in  Johann Georg Graeve (a cura di), Thesaurus Antiquitatum Romanarum, V, Lugduni Batav., 1696,  pp. 702 ss.);
- (LA) Girolamo Aleandro, Refutatio coniecturae anonymi scriptoris de suburbicariis regionibus et dioecesi Episcopi Romani, Parigi, Cramoisy, 1619.
- (LA) Girolamo Aleandro, Navis ecclesiam referentis symbolum in veteri gemma annulari insculptum, Roma, Francesco Corbelletti, 1626.
- Girolamo Aleandro, Difesa dell'Adone, poema del Cav. Marini, per risposta all'Occhiale del Cav. Stigliani, Venezia, Scaglia, 1629.